# Barrio Gótico de Barcelona
El barrio Gótico (en catalán: barri Gòtic) es uno de los cuatro barrios que forman el distrito de Ciudad Vieja de Barcelona.

## Historia
El barrio Gótico es el núcleo más antiguo de la ciudad y su centro histórico, correspondiente en buena medida a la antigua ciudad romana, Barcino. Hasta principios del siglo XX, era conocido como «barrio de la Catedral». El cardo y el decumano romanos son los ejes de urbanización históricos del barrio en su parte más alta, el antiguo monte Táber (plaza de San Jaime).
A su vez, está compuesto por diferentes barrios que conservan su propia personalidad: la Judería (Call en catalán), Santos Justo y Pastor, Santa María del Pino, la Catedral, Santa Ana, La Merced y el Palacio.
Inicialmente, la denominación «barrio Gótico» fue un eslogan turístico inventado por Adolfo Florensa, arquitecto y concejal del Ayuntamiento de Barcelona. La idea original de crear el barrio Gótico fue sin embargo del escritor Ramón Rucabado. En 1927, Florensa hizo un inventario catalogando un total de cinco obras que se podrían definir como góticas en Barcelona. De hecho, el arquitecto Juan Rubió, autor del puente flamígero de la calle del Obispo (1928), dijo que «el barrio Gótico no se ha de respetar ni mucho ni poco, porque no existe».
La estructura del barrio permaneció intacta hasta el siglo XIX, periodo que trajo grandes transformaciones en la estructura y morfología del barrio, como por ejemplo la transformación de los cementerios parroquiales en plazas públicas, el vaciado de grandes edificios con el consiguiente cambio de uso o el derribo de las murallas.
Actualmente se conservan trozos de la primera muralla en la plaza de la Seo, frente a la catedral de Barcelona. En la calle Ataúlfo existe una capilla gótica que pertenecía al Palacio Real Menor de Barcelona y se conoce por la capilla del Palacio. En 2016 tenía una población de 15 614 habitantes.

## Monumentos y lugares de interés
- Muralla romana de Barcelona
- Catedral de la Santa Cruz y Santa Eulalia.
- Plaza de San Jaime, que incluye la Casa de la Ciudad y el Palacio de la Generalidad de Cataluña.
- Plaza Real.
- Plaza del Rey, con el Museo de Historia de Barcelona.
- Iglesia de San Felipe Neri.
- Portal del Ángel.
- Los restos del Templo de Augusto.
- Casa Martí.
- Judería de Barcelona.
- Iglesia de Santa Ana.
- Palacio Episcopal de Barcelona
- Estatua ecuestre de Ramón Berenguer III
- Barcino (escultura)

## Controversia por la autenticidad del Barrio Gótico
Si bien es cierto que hay muchos edificios góticos, como las Atarazanas (iniciadas el siglo XIII) y la sala de contrataciones de la Lonja de Mar (siglo XIV) en cuanto a edificios civiles de gran importancia, siempre ha existido entre los expertos una controversia por la autenticidad de numerosos edificios del Barrio Gótico. Ya Le Corbusier, en una visita a Barcelona a principios de la década de 1930, al pasar bajo el puente neogótico de la calle del Obispo dijo con indignación: «¿Cómo es posible que en mitad de vuestro admirable gótico haya podido surgir ese puente florido, nuevo y podrido?». Esta controversia en torno a la autenticidad se hizo pública en 2011 debido a la publicación de una tesis doctoral titulada El barrio gótico de Barcelona: planificación del pasado e imagen de marca, de Agustín Cócola, en la que el autor venía a demostrar que algunos de los edificios del barrio no son originalmente góticos, sino restauraciones o incluso nuevos proyectos de estilo neogótico realizados los primeros a finales del siglo XIX, pero sobre todo durante el XX, que sin embargo se publicitan como góticos y a los que se les ha dado la condición de Monumento Histórico Nacional. Las causas principales serían el intento de atraer el turismo, y la identificación de la burguesía catalana con el arte gótico como época de esplendor del arte y la cultura catalana. Entre los principales edificios anunciados como góticos y que realmente son neo-góticos se encuentran:
- La fachada de la Catedral de Barcelona, construida entre 1882 y 1913 por Josep Oriol Mestres y Augusto Font Carreras, con una gran profusión de elementos de estilo gótico, si bien la construcción de la Catedral se inició a finales del siglo XIII.
- El edificio del Centro Excursionista de Cataluña (calle Paraíso), obra de Lluís Domènech i Montaner efectuada en 1922 sobre un edificio de origen incierto, al que añadió ventanas coronellas, almenas y merlones.
- El puente de estilo gótico flamígero que cruza la calle del Obispo, construido de nuevo cuño en 1928 por Joan Rubió. Después de pasar bajo este puente Le Corbusier expresó la frase "¿Cómo es posible que en mitad de vuestro admirable gótico haya podido surgir ese puente florido, nuevo y podrido?".
- La Casa Padellás, sede del Museo de Historia de Barcelona. Su fachada fue desmontada al abrirse la Vía Layetana y trasladada a la Plaza del Rey en 1936 desde la calle Mercaderes, si bien no se reconstruyó como era originalmente, se eliminaron los elementos que no eran de estilo gótico y se le añadieron nuevos.
- El Palacio Berenguer de Aguilar, actual Museo Picasso (calle Montcada), restaurado por Adolfo Florensa en 1959, añadiendo galerías con arcos y ventanas coronellas.
- El Palacio Pignatelli, actual Real Círculo Artístico de Barcelona. Su fachada fue construida en 1970, con el añadido de varias ventanas góticas recuperadas de los almacenes municipales.[6]
- La plaza del Rey, fue remodelada manteniendo su antigua estructura y eliminando los elementos arquitectónicos originales pero de otros estilos, siendo sustituidos por otros de estilo gótico, como por ejemplo los capiteles de las columnas o los doseles de las ventanas. El portal neoclásico también fue sustituido, pero debido a su valor, pues era original, se reconstruyó en la parte posterior —es la actual entrada del Museo Marès—.

## Metro de Barcelona
- Línea 1 - estaciones de Cataluña y Urquinaona
- Línea 2 - estación de Paseo de Gracia
- Línea 3 - estaciones de Liceu, Cataluña y Drassanes
- Línea 4 - estaciones de Jaume I y Urquinaona